# Wat Phra Non
Der Wat Phra Non  (Thai วัดพระนอน, „Tempel des liegenden Buddha“) ist eine buddhistische Tempelanlage (Wat) in Kamphaeng Phet, Provinz Kamphaeng Phet. Die Provinz Kamphaeng Phet liegt in der Nordregion von Thailand.

## Lage

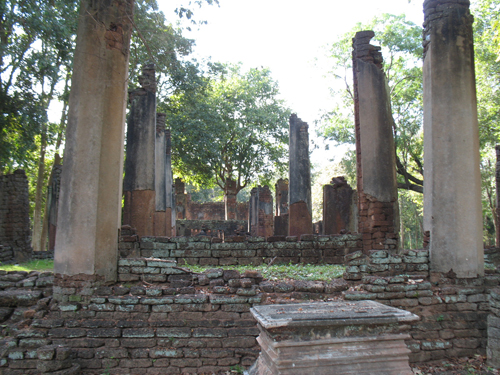
Wat Phra Non

Der Wat Phra Non liegt nördlich der Altstadt von Kamphaeng Phet im Geschichtspark Kamphaeng Phet außerhalb der Stadtmauer in dem Gebiet, das Aranyik (Waldbezirk) genannt wird. Das Tempelgelände ist in zwei Bereiche eingeteilt: (1) den Buddhavasa, also den Bereich innerhalb einer Einfriedung (Kampheng Kaeo) mit den Buddhastatuen und Gebäuden, in denen Riten abgehalten wurden, und (2) den Sanghavasa, den Wohnbereich für die Mönche im Norden und Westen außerhalb der Einfriedung.

## Baugeschichte
Die meisten Gebäude des Wat Phra Non sind aus Laterit. Vor dem Tempel finden sich eine Mauer, ein Waschraum und ein Unterstand. Nachdem man den Tempel betreten hat, steht man auf dem Fundament des Ubosot (der Ordinationshalle) mit seinen achteckigen Säulen.

## Sehenswürdigkeiten
Folgende Sehenswürdigkeiten befinden sich im Bereich des Wat Phra Non:
- Gegenüber dem Ubosot liegt ein Viharn (Gebetshalle), der die zentrale Buddha-Statue des Tempels bewahrte. Jede Säule dieses Viharn wurde aus einem einzigen Stück Laterit gefertigt, an deren Oberkante sich Strukturen zur Aufnahme von Balken aus Edelholz befinden. Die Säulen haben enorme Ausmaße: jede der acht Kanten misst 1,1 Meter bei einer Gesamthöhe von 6,4 Metern. Dies weist darauf hin, dass das Dach aus Edelholz (vermutlich Teak) bestand. Die Lateritmauer des Viharns wurde in Form einer Balustrade angelegt.
- Hinter dem Viharn befindet sich ein glockenförmiger Chedi, der wichtigste des Tempels. Westlich des Chedi sind die Überreste eines liegenden Buddha zu sehen.

## Weitere benachbarte Tempel
- Wat Phra Si Iriyabot, etwa 100 Meter nördlich des Wat Phra Non
- Wat Chang Rop, auf der Anhöhe von Aranyik